# Divisione di Hisar
La divisione di Hisar è una divisione dello stato federato indiano dell'Haryana, di 6 067 866 abitanti. Il suo capoluogo è Hisar.
La divisione di Hisar comprende i distretti di Bhiwani, Fatehabad, Hisar, Jind e Sirsa.